# SWScanner
Simple Wireless Scanner (SWScanner) es una aplicación desarrollada para entornos Linux, que permite la detección, gestión y configuración de redes inalámbricas. Además, es una potente herramienta para realizar Wardriving, y posee un elevado grado de compatibilidad con NetStumbler, una aplicación de características similares, programada para el sistema operativo Microsoft Windows. 

## Características generales
- Basado en wireless-extensions  Archivado el 13 de abril de 2006 en Wayback Machine..
- Información actualizada de los parámetros de red y calidad de la señal, de la interfaz elegida.
- Integración con terminales GPS.
- Posibilidad de almacenar configuraciones de red para los puntos de acceso detectados.
- Automatiza el proceso asociación/desasociación de un punto de acceso.
- Posibilidad de almacenar escaneos.
- Simplifica la realización de Wardriving.
- Log compatibles con los producidos por NetStumbler: podremos abrir un archivo de texto o de resumen producido por NS, así como NS reconocerá los archivos de Log producidos por SWScanner.
- Conversión de archivos de log (provenientes de NetStumbler o de SWScanner) en archivos de puntos ( ESRI Shapefiles).